# Gemmula congener
Gemmula congener is een slakkensoort uit de familie van de Turridae. De wetenschappelijke naam van de soort is voor het eerst geldig gepubliceerd in 1894 door E. A. Smith.